# HMS Edgar (1779)
Pour les autres navires du même nom, voir HMS Edgar.
Le HMS Edgar est un vaisseau de 74 canons en service dans la Royal Navy. Lancé en 1779, il participe à la guerre d'indépendance américaine, pendant laquelle il combat à la première bataille du cap Saint-Vincent, puis aux guerres de la Révolution française et de l'Empire, pendant lesquelles il est présent à la première bataille de Copenhague.
Le HMS Edgar est le théâtre d'une mutinerie en 1808. Après avoir été retiré du service actif, il est utilisé comme prison flottante puis est démoli en 1835.

## Conception et construction
Le HMS Edgar est le troisième navire de la classe Arrogant. Commandé le 25 août 1774 et construit par le chantier naval de Woolwich à partir d'août 1776, il est lancé le 30 juin 1779. Long de 168 pieds (soit environ 51 m), large de 46 pieds et 9 pouces (soit environ 14,25 m) et d'un tirant d'eau de 19 pieds et 9 pouces (soit environ 6,02 m), il déplace 1 610 tons.
Le pont-batterie principal est armé avec 28 canons de 32 livres et le pont-batterie supérieur avec 28 canons de 18 livres. Le navire embarque de plus 14 canons de 9 livres sur ses bastingages et 4 canons de 9 livres sur son gaillard d'avant. L'ensemble totalise 74 canons et une bordée de 1 562 livres.

## Service actif

### Guerre d'indépendance américaine

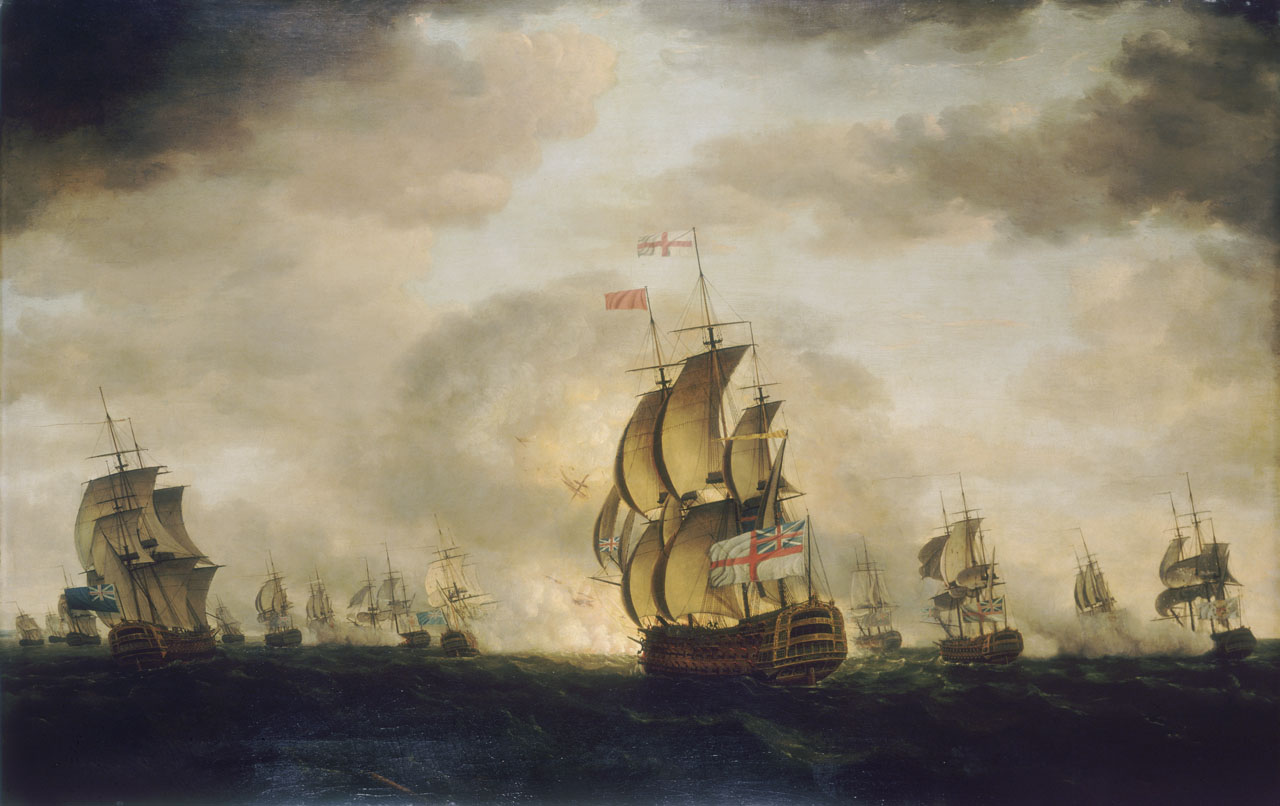
Fin de la bataille du Cap Saint-Vincent.

Le HMS Edgar est lancé alors que la Grande-Bretagne est engagée dans la guerre d'indépendance américaine. Le navire est mis en service en mai 1779, sous les ordres du capitaine John Elliot, et connaît son baptême du feu le 16 janvier 1780, à la première bataille du cap Saint-Vincent. Après deux heures de chasse, le HMS Edgar est l'un des premiers vaisseaux britanniques à rattraper les navires espagnols.
En décembre 1781, le HMS Edgar fait partie de l'escadre commandée par l'amiral Kempenfelt qui capture une partie d'un convoi français à la bataille d'Ouessant. Au cours de la bataille, le HMS Edgar est engagé par le vaisseau français de 74 canons l'Actif.
Le 20 octobre 1782, le HMS Edgar participe à la bataille du cap Spartel au sein de la deuxième division de l'avant-garde britannique. L'équipage ne compte que six blessés dans la bataille.
Le HMS Edgar passe la fin de la guerre dans la flotte de la Manche sous les ordres de l'amiral George Darby,.

### Période de paix
Après la fin des hostilités en 1783, le HMS Edgar est affecté comme gardien du havre de Portsmouth. En 1787, le capitaine Charles Thompson en prend le commandement, et au printemps 1788 le navire porte la marque du contre-amiral Leveson-Gower (en) pendant les deux mois de sa croisière au large des côtes irlandaises et à l'ouest des Sorlingues. Le HMS Edgar retourne ensuite monter la garde à Portsmouth.
En avril 1791, l'Edgar est réarmé et affecté à la Home Fleet.

### Guerres de la Révolution française

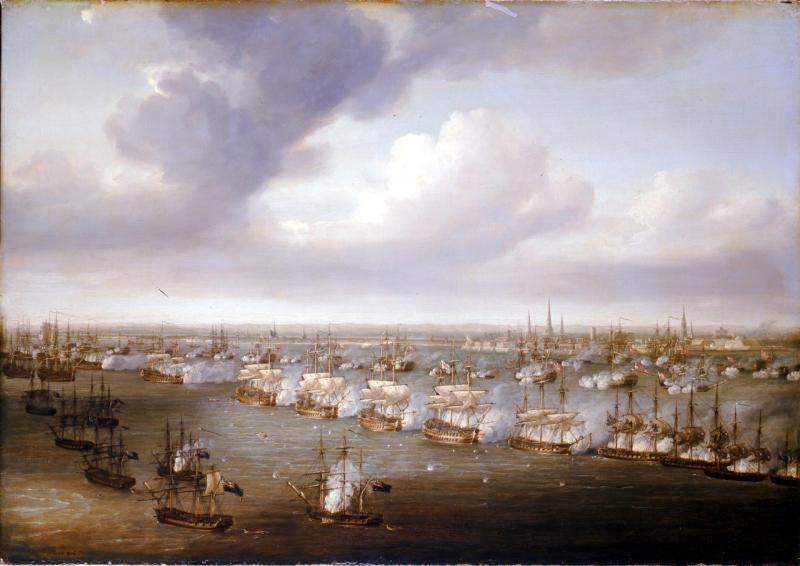
Tableau de la bataille de Copenhague, le 2 avril 1801.

Après la déclaration de guerre de la France à la Grande-Bretagne en 1793 qui marque le début des guerres de la Révolution française, le HMS Edgar, commandé par le capitaine Bertie, escorte le navire espagnol San Jago à Portsmouth après sa reprise aux Français. L'attribution des parts de prise sur ce navire pose de nombreux problèmes et les 935 000 £ ne sont répartis entre les équipages des HMS Edgar, St George, Egmont, Ganges et Phaeton, qui constituaient l'escorte, que le 4 février 1795.
En 1794, l'équipage du HMS Defiance se mutine alors que le navire est en rade de Leith. L'Edgar reçoit l'ordre de se placer contre le flanc du vaisseau et d'ouvrir le feu si cela est nécessaire à rétablir l'ordre. Un témoignage d'un membre d'équipage du HMS Edgar laisse penser que celui-ci aurait refusé d'ouvrir le feu si l'ordre en avait été donné, car l'équipage considérait les revendications des mutins comme justifiées.
En 1800, l'Edgar fait partie de la flotte de la Manche de l'amiral Gardner assurant le blocus de Brest. De retour à Plymouth le 18 février pour réparer son grand-mat, le navire repart pour Brest avec le HMS Dragon et rejoint la flotte le 13 mai. Endommagé par une violente tempête le 9 novembre, il retourne de nouveau à Plymouth.
Le 28 février 1801, le capitaine George Murray prend le commandement du HMS Alfred. Le 2 avril, le navire participe à la bataille de Copenhague. Dans le plan du contre-amiral Nelson, l'Edgar est chargé de débarquer 500 marins commandés par le capitaine Fremantle et le 49e régiment d'infanterie pour s'emparer des batteries des Trois-Couronnes. Le navire mène la ligne de bataille britannique et est le premier à ouvrir le feu sur les vaisseaux danois. Il combat pendant un long moment sans soutien, les HMS Agamemnon et Polyphemus qui le suivent dans la ligne de bataille restant bloqués sur les hauts-fonds. Au cours de la bataille, l'équipage compte 31 morts et 115 blessés.

### Guerres napoléoniennes
En juin 1802, après la conclusion de la paix d'Amiens, le HMS Edgar est envoyé à Chatham pour réparations. Il reprend du service en 1805 et sert de navire amiral à Lord Keith au large du Texel, où il assure le blocus de la flotte hollandaise,.
Le 28 mars 1808, une mutinerie éclate à bord alors que le navire se trouve dans la baie de Cawsand. Les mutins, rassemblés sur le gaillard d'avant, sont dispersés par une salve tirée par la compagnie de bord des Royal Marines. Cinq membres d'équipage, dont le Bosco, sont mis aux fers et jugés à bord du Salvador del Mundo. Tous sont reconnus coupables, bien que les maîtres de l'Edgar témoignent qu'ils ne se sont associés à la mutinerie que sous la menace des autres membres de l'équipage. Chacun subit le supplice de la cale, le maître du pont principal, Henry Chesterfield, reçoit de plus 700 coups de fouet et deux ans d'isolement, le bosco, John Rowlands, 300 coups de fouet et 1 an d'isolement, deux des autres accusés 200 coups de fouet et le dernier 500 coups de fouet.

### Guerre des canonnières
En mai 1808, le HMS Edgar est affecté à la flotte de douze navires, sous les ordres du vice-amiral James Saumarez, envoyée dans la mer Baltique après la déclaration de guerre du Danemark à la Suède, alors alliée du Royaume-Uni. La mission de Saumarez, qui porte sa marque sur le HMS Victory, est de garder ouverte la Baltique pour le commerce britannique et d'y défendre les intérêts du Royaume-Uni.
Lorsque la nouvelle de la déclaration de guerre entre la France et l'Espagne atteint le Danemark, environ 12 000 soldats espagnols commandés par le marquis de la Romana décident de quitter le service de la France et de regagner leurs pays. Ils prennent contact avec le contre-amiral Richard Goodwin Keats, sur le HMS Superb, qui commande une petite division dans le Cattégat. Le 9 août 1808, les Espagnols s'emparent du port de Nyborg et le 11, les embarcations de l'Edgar s'emparent de deux petits navires danois situés dans le port. Les Anglais parviennent à évacuer environ 10 000 soldats espagnols. En 1847, l'Amirauté autorise la création d'une médaille commémorative de ce combat, intitulée 11 Aug. Boat Service 1808, et son attribution à tous les survivants de ce combat.
Au début du mois de juillet 1810, le HMS Edgar, accompagné des HMS Dictator et Alonzo, repère un groupe de trois canonnières danoises. Celles-ci, qui avaient capturé le HMS Grinder au mois d'avril précédent, se réfugient à Grenå, à l'est du Jutland, sous la protection de trois canons côtiers et d'une compagnie d'infanterie. En dépit de cette protection, les Anglais lancent à l'assaut dans la nuit du 7 juillet 200 hommes sur dix chaloupes et capturent les trois canonnières danoises.

## Dernières années
Le HMS Edgar est retiré du service actif en 1811. En 1813, il est transformé en ponton et renommé Retribution en 1815. Le navire est démoli en 1835.